# John Chase
Pour les articles homonymes, voir John Chase (homonymie) et Chase.
John Chase (né le 12 juin 1906 à Milton (Massachusetts) et mort le 1er avril 1994 à Salem (Massachusetts)) est un hockeyeur sur glace américain. Lors des Jeux olympiques d'hiver de 1932 disputés à Lake Placid, il remporte la médaille d'argent.

## Palmarès
- Médaille d'argent aux Jeux olympiques de Lake Placid en 1932